# Felipe Vassão
Felipe Vassão é um músico, compositor e produtor musical brasileiro. Começou sua carreira trabalhando com música para publicidade, mercado em que atua até hoje.
Ainda na adolescência, em 1992, foi diretor musical-instrumental da ópera rock "Evita", no colégio Mackenzie, montada e produzida por um grupo de estudantes chamado Fluid Ópera. Seu talento prodígio como músico e arranjador chamou a atenção da comunidade artística e musical da época.
Desde meados da década de 90 Felipe vem produzindo diversos artistas independentes, com destaque para a banda de punk rock paulistana Rock Rocket e o rapper brasileiro Emicida.
Emicida cita constantemente Felipe como "mestre", tendo aprendido muito sobre música e produção com ele.
Entre alguns singles que produziu destacam-se "Por um rock and roll mais alcoólatra e inconsequente" de Rock Rocket, "Triunfo" e "Besouro", ambas do rapper brasileiro Emicida. Também mixou o disco "Vivo Feliz" da cantora Elza Soares em 2003.
Atualmente ele é um dos sócios da produtora de som LOUD.
Em fevereiro de 2018, gravou o single Pantera Negra para a trilha sonora do filme de mesmo nome, composto por ele e Emicida.